# Alex & Emma

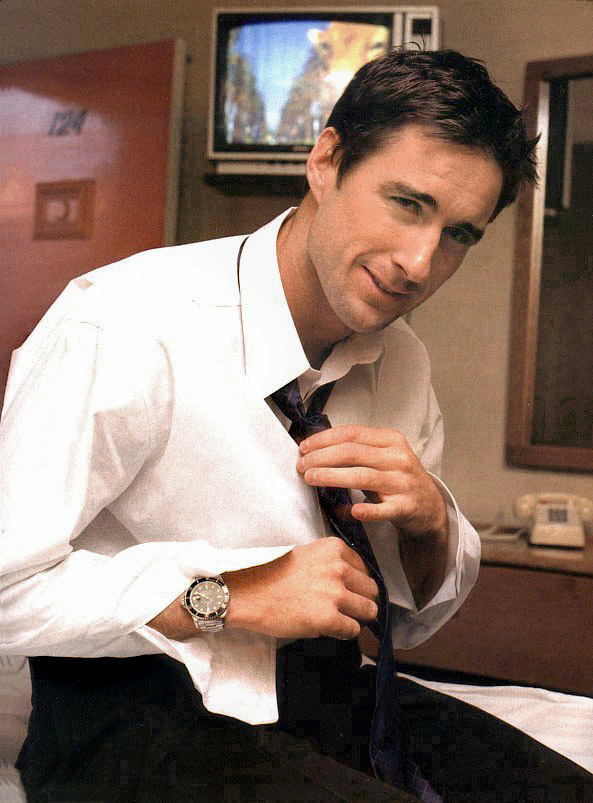
Luke Wilson en 2003

Alex y Emma  es una película estadounidense de 2004, dirigida por Rob Reiner. Protagonizada por Sophie Marceau, Rob Reiner, Kate Hudson, Cloris Leachman, Luke Wilson y David Paymer.

## Sinopsis
Alex Sheldon (Luke Wilson) es un escritor que no está pasando por su mejor momento. Está absolutamente bloqueado en su proceso de creación, aunque gran culpa de ello la tenga su infame situación económica: está arruinado, y debe 100.000 dólares a unos usureros cubanos que le dan un ultimátum: o paga en 30 días todo el dinero que debe, o es hombre muerto. Y la única solución para este gran problema es acabar su novela. O mejor dicho, empezarla, puesto que no ha escrito ni una sola línea. Al menos tiene una idea para la historia: una comedia que trata sobre "la impotencia de estar enamorado, de cómo el amor devora las tripas de una persona como un virus mortal". 
Así de claro, pero lo que sucede es que no consigue ponerla por escrito. Tal vez por eso decide contratar los servicios de una obstinada taquígrafa, Emma Dinsmore (Kate Hudson), simplemente para que le ayude para acabar la novela, y pueda recibir el dinero del editor para pagar sus deudas. Así que por fin surge la novela. En ella se narra la historia de Adam Shipley (Luke Wilson), un escritor que ha sido contratado para dar clases particulares a los hijos de Polina (Sophie Marceau), una atractiva mujer francesa que está pasando por un mal momento económico, y de la que Adam se enamora pese a los intentos de las au pair que se encargan del cuidado de los chicos. Pero por otro lado, Emma comienza a cuestionar las ideas de Alex Sheldon, y así empieza a influir en su vida y en su obra. Y es que, como siempre suele pasar, la vida imita al arte, y el arte a la vida.

## Curiosidades
La película tiene como inspiración lejana la auténtica historia de amor que surgió entre el novelista ruso Fiódor Dostoyevski y la joven Anna Grigorievna Snitkina. Para pagar una deuda de juego, el novelista contrató y dictó en 26 días su novela El jugador a esta joven estenógrafa, durante los cuales se enamoró de ella. Más tarde, Snitkina se convertiría en su segunda mujer.